# علی عبدالعلی‌زاده
علی عبدالعلی‌زاده (زاده ۱۳۳۳) سیاستمدار و مدیر اجرایی ایرانی است که از مهر ۱۴۰۳ به‌عنوان‌ نماینده رئیس‌جمهور در هماهنگی اجرای سیاست‌های کلی توسعه دریامحور فعالیت می‌کند.
او از سال ۱۳۷۶ تا ۱۳۸۴ در دولت محمد خاتمی به عنوان وزیر مسکن و شهرسازی فعالیت می‌کرد که طرح کشیدن کمربندی دور شهرها با عنوان زیبای «کمربند سبز» با هدف جلوگیری از گسترش افقی آن‌ها را اجرا کرد و به همین دلیل او را مبدع تفکر محدود کردن عرضه زمین و جلوگیری از الحاق زمین به شهرها به دلیل هزینه بالای خدمات شهری دولتی با الحاق زمین جدید می‌دانند. او در این باره می‌گوید: «دولت آقای خاتمی افتخار دارد که در ایران، از سال ۷۷ تا ۸۴ محدوده هیچ شهری افزوده نشده و حتی محدوده بسیاری از شهرها کم شد. یعنی کمربند محدوده را بستیم.»
وی در دوره‌های دوم و سوم مجلس شورای اسلامی، به‌عنوان نماینده ارومیه در مجلس حضور داشت‌. عبدالعلی‌زاده از سال ۱۳۷۱ تا ۱۳۷۶ استاندار آذربایجان شرقی بود و  وی در دولت روحانی مدتی به عنوان رئیس هیئت مدیره شستا و همچنین مشاور عالی وزیر کشور فعالیت کرده‌است.

## زندگی
علی عبدالعلی‌زاده در سالِ ۱۳۳۳ در خانواده‌ای مذهبی در ارومیه زاده شد. پدر او معاونت شهرداری ارومیه را بر عهده داشت. وی دوران دبیرستان خود را در دبیرستان فردوسی ارومیه (چمران امروزی) گذراند و وارد دانشگاه تبریز در رشتهٔ مهندسی راه و ساختمان شد. او دارای مدرک تحصیلی دکتری می‌باشد. وی با چهره‌هایی چون سردار حسین علائی بنیان‌گذار نیروی دریایی سپاه، سرلشکر سیدیحیی رحیم صفوی فرمانده اسبق سپاه، سردار مهدی باکری فرمانده اسبق سپاه هم دوره بود.

## فعالیت‌ها
عبدالعلی‌زاده از فعالان در انقلاب ۱۳۵۷ بود و پس از انقلاب، به معاونت شهرداری ارومیه (مهدی باکری) منصوب شد. وی از سال ۱۳۶۰ تا ۱۳۶۳ معاون عمرانی استاندار آذربایجان شرقی بود. در دوره‌های دوم و سوم، نمایندهٔ ارومیه در مجلس شورای اسلامی بود و از اعضای کمیسیون برنامه و بودجه بشمار می‌آمد و در دوره‌ای نیز به عنوان مخبر این کمیسیون، فعالیت می‌کرد.
عبدالعلی‌زاده در دولت اکبر هاشمی رفسنجانی، برای مدت ۵ سال، از ۱۳۷۱ تا ۱۳۷۶ استاندار آذربایجان شرقی بود. در دولت اصلاحات به ریاست جمهوری محمد خاتمی، برای مدت ۸ سال، وزیر مسکن و شهرسازی بود. در این مدت، روند ساخت آپارتمان در تهران و کلان‌شهرها، رشد چشمگیری داشت که عامل گرانی مسکن در تهران بود.

## شب شیشه‌ای
عبدالعلی‌زاده در برنامهٔ تلویزیونی شب شیشه‌ای که از صدا و سیمای جمهوری اسلامی ایران پخش می‌شد که به شرایط کنونی مسکن در ایران انتقاد داشت می‌گوید:
«هنگام آمدن من به وزارت مسکن در سال ۱۳۷۶ زمین در سعادت آباد، متری ۵۰۰ هزار تومان بود و در شهریور ۱۳۸۴ که من از وزارت مسکن خارج شدم، قیمت همان زمین ۹۵۰ هزار تومان بود؛ یعنی دو برابر در ۸ سال، البته عدم ساخت مسکن توسط دولت خاتمی هم از عوامل گرانی مسکن بود که در این مدت فروش تراکم در شهرداری تهران هم باعث بالا رفتن قیمت شده بود؛ اما اکنون بعد از ۳ سال قیمت همان زمین متری ۵ میلیون تومان است؛ یعنی ۵ برابر در ۳ سال.»